# Roberts Uldriķis
Roberts Uldriķis (Riga, 3 april 1998) is een Lets voetballer die doorgaans als aanvaller speelt. Hij verruilde SC Cambuur in 2024 voor GS Kallithea. Uldriķis debuteerde in 2017 in het Lets voetbalelftal.

## Clubcarrière
Uldriķis speelde in de jeugd van de Letse topclub Skonto FC, maar debuteerde in 2015 in het profvoetbal voor FK Metta. Na een seizoen vertrok hij transfervrij naar FK RFS. Na twaalf doelpunten in 35 competitieduels vetrok Uldriķis naar Zwitserland om te spelen voor FC Sion. Na drie seizoen werd hij op 31 augustus 2021, de laatste dag van de transferperiode, aangetrokken door SC Cambuur. Hij zette zijn handtekening onder een contract tot medio 2023, met een optie voor nog een seizoen. Uldriķis kwam met een blessure binnen en maakte pas op 3 oktober 2021 zijn debuut voor de Friezen in de thuiswedstrijd tegen AZ. Hij verving in de 62ste minuut Tom Boere bij 0–3 voor de Alkmaarders en schoot tien minuten later de 1–3 eindstand op het bord.

## Clubstatistieken
| Seizoen                   | Club           | Land           | Competitie     | Competitie | Competitie | Beker | Beker | Overig1 | Overig1 | Totaal | Totaal |
| Seizoen                   | Club           | Land           | Competitie     | Wed.       | Dlp.       | Wed.  | Dlp.  | Wed.    | Dlp.    | Wed.   | Dlp.   |
| ------------------------- | -------------- | -------------- | -------------- | ---------- | ---------- | ----- | ----- | ------- | ------- | ------ | ------ |
| 2015                      | FK Metta       | Letland        | Virslīga       | 14         | 1          | 1     | 0     | –       | –       | 15     | 1      |
| 2016                      | FK Metta       | Letland        | Virslīga       | 22         | 6          | 1     | 1     | –       | –       | 23     | 7      |
| 2017                      | FK RFS         | Letland        | Virslīga       | 23         | 5          | 6     | 2     | –       | –       | 29     | 7      |
| 2018                      | FK RFS         | Letland        | Virslīga       | 10         | 7          | 1     | 2     | –       | –       | 11     | 9      |
| 2018/19                   | FC Sion        | Zwitserland    | Super League   | 21         | 4          | 2     | 0     | –       | –       | 23     | 4      |
| 2019/20                   | FC Sion        | Zwitserland    | Super League   | 24         | 4          | 5     | 3     | –       | –       | 29     | 7      |
| 2020/21                   | FC Sion        | Zwitserland    | Super League   | 24         | 3          | 2     | 0     | 2       | 1       | 28     | 4      |
| 2021/22                   | FC Sion        | Zwitserland    | Super League   | 3          | 0          | 1     | 1     | –       | –       | 4      | 1      |
| 2021/22                   | SC Cambuur     | Nederland      | Eredivisie     | 21         | 7          | 1     | 0     | –       | –       | 22     | 7      |
| 2022/23                   | SC Cambuur     | Nederland      | Eredivisie     | 28         | 1          | 1     | 0     | –       | –       | 29     | 1      |
| 2023/24                   | SC Cambuur     | Nederland      | Eerste divisie | 32         | 12         | 5     | 3     | –       | –       | 37     | 15     |
| Carrièretotaal            | Carrièretotaal | Carrièretotaal | Carrièretotaal | 222        | 50         | 26    | 12    | 2       | 1       | 250    | 63     |
| Bijgewerkt op 10 mei 2024 |                |                |                |            |            |       |       |         |         |        |        |

## Interlandcarrière
Uldriķis speelde voor verschillende Letse jeugdelftallen. Hij debuteerde op 12 juni 2017 voor het Lets voetbalelftal in een vriendschappelijke interland in Riga tegen Estland (1–2). Hij viel twintig minuten na rust in voor Valērijs Šabala. Uldriķis maakte op 9 juni 2018 tegen Azerbeidzjan (1–3 verlies) zijn eerste interlanddoelpunt.
| Interlandgoals van Roberts Uldriķis voor Letland | Interlandgoals van Roberts Uldriķis voor Letland | Interlandgoals van Roberts Uldriķis voor Letland | Interlandgoals van Roberts Uldriķis voor Letland | Interlandgoals van Roberts Uldriķis voor Letland | Interlandgoals van Roberts Uldriķis voor Letland |
| No.                                              | Datum                                            | Wedstrijd                                        | Score                                            | Uitslag                                          | Competitie                                       |
| ------------------------------------------------ | ------------------------------------------------ | ------------------------------------------------ | ------------------------------------------------ | ------------------------------------------------ | ------------------------------------------------ |
| 1                                                | 9 juni 2018                                      | Letland – Azerbeidzjan                           | 1 – 3                                            | 1 – 3                                            | Vriendschappelijk                                |
| 2                                                | 30 maart 2021                                    | Turkije – Letland                                | 3 – 2                                            | 3 – 3                                            | WK 2022 kwalificatie                             |
| 3                                                | 4 juni 2021                                      | Letland – Litouwen                               | 3 – 1                                            | 3 – 1                                            | Baltische Beker 2021                             |
| 4                                                | 16 november 2021                                 | Gibraltar – Letland                              | 1 – 2                                            | 1 – 3                                            | WK 2022 kwalificatie                             |
| 5                                                | 16 november 2021                                 | Letland – Andorra                                | 1 – 0                                            | 3 – 0                                            | UEFA Nations League                              |
| 6                                                | 16 november 2021                                 | Letland – Andorra                                | 2 – 0                                            | 3 – 0                                            | UEFA Nations League                              |
| 7                                                | 22 maart 2023                                    | Ierland – Letland                                | 2 – 1                                            | 3 – 2                                            | Vriendschappelijk                                |